# Renault Latitude
O Latitude é um sedan de porte médio-grande da Renault. Foi apresentado ao público na edição de 2010 do Paris Motor Show.

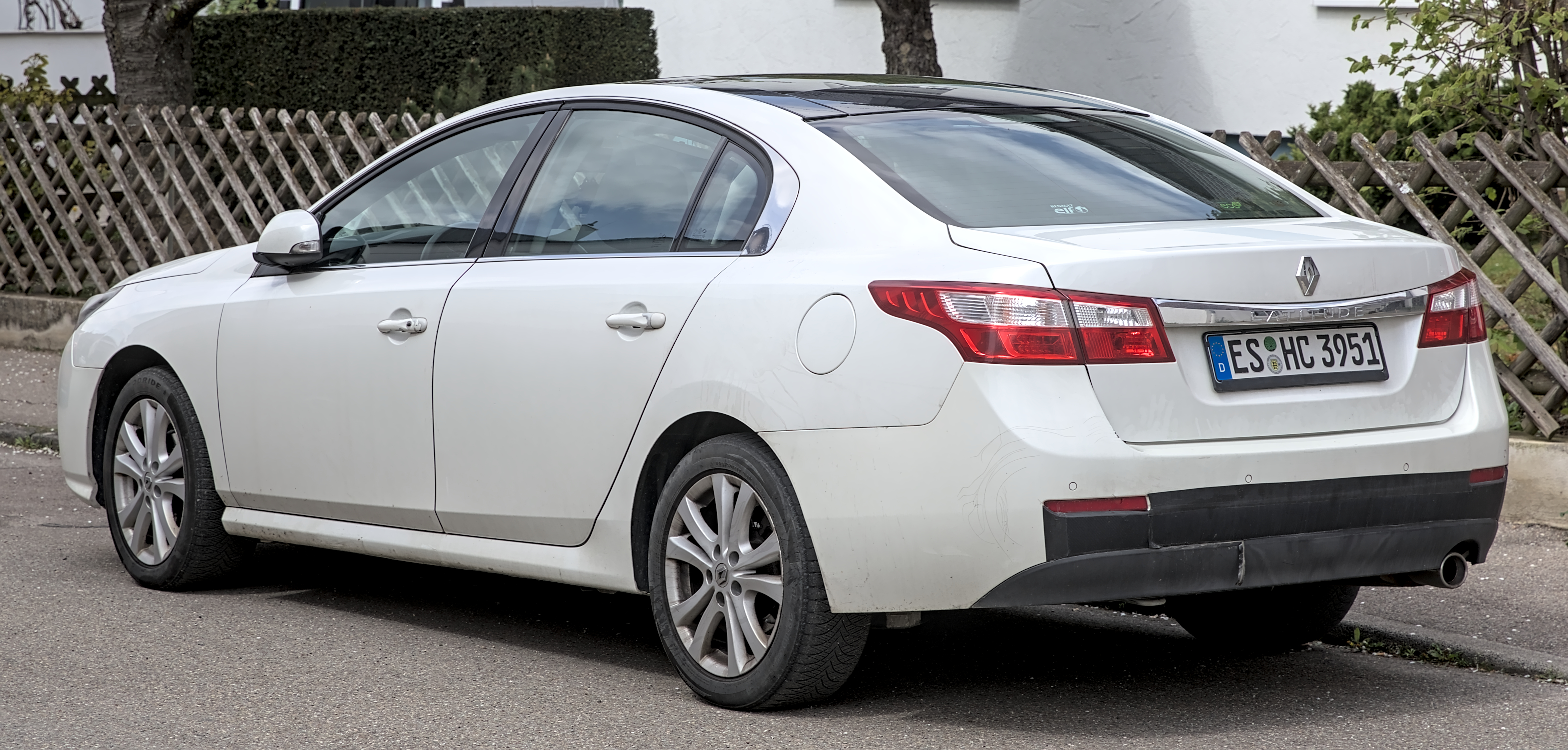
Renault Latitude (traseira)